# Crayonmanér
Crayonmanér  eller crayonstik (af fransk crayon,
blyant; manér, 'manière', måde, metode, oprindelig 'vedrørende hånden'),, 
er en ætsningsmetode, der i kobbertryk
gengiver tegninger med kridt eller blyant.
Til formålet bruges en række forskellige
instrumenter: radernål, pigvalsen (rouletten), gravstikken
med videre. 
Medens crayonstik i primitiv skikkelse kan spores
tilbage til Dürers tid (o. 1500), kommer den først i almindelig
brug og fuld udvikling omkring 1750. 
Som opfinder af dens udviklede form nævnes 
Jean-Charles François (1717-1769), medens andre tillægger Gilles Demarteau (1722-1776)
eller Alexis Magny (1711-1795) æren. 
En anden brug af betegnelsen vedrører den af Aloys Senefelder
opfundne fremgangsmåde at tegne med
litografisk kridt på sten og derefter tage aftryk.